# Mascotte de la Coupe du monde de football
Chaque Coupe du monde de football a sa propre mascotte. World Cup Willie, la mascotte de l'édition 1966 est la première mascotte de l'histoire de la coupe du monde, et même une des premières mascottes associée à une grande compétition internationale. Les mascottes représentent une caractéristique du pays hôte (costume, flore, faune).
La mascotte de la coupe du monde est destinée le plus souvent à un public jeune, surtout des enfants, avec des représentations animées. La mascotte se décline sous diverses formes pour répondre aux attentes des passionnés, et être vendue comme objet dérivé tel que peluche, image ou vaisselle.
| Année | Pays                  | Mascotte                       | Description |
| 1966  | Angleterre            | World Cup Willie               | Un lion, symbole typique du Royaume-Uni, portant un maillot de l'Union Jack avec les mots World Cup. |
| 1970  | Mexique               | Juanito                        | Un garçon portant une tenue mexicaine et un sombrero (avec les mots Mexico 70). Son nom est le diminutif hypocoristique de Juan, nom courant dans les pays hispanophones.                                                                                                |
| 1974  | RFA                   | Tip et Tap                     | Deux garçons portant une tenue d'Allemagne de l'Ouest, avec les lettres WM pour Weltmeisterschaft (championnat du monde) et le nombre 74. |
| 1978  | Argentine             | Gauchito                       | Un garçon portant une tenue argentine. Son chapeau, avec les mots Argentina '78, sa cravate et son fouet sont typiques des gauchos. |
| 1982  | Espagne               | Naranjito                      | Une orange, fruit typique en Espagne, portant le maillot de l'équipe nationale. Son nom vient de naranja (orange en espagnol) avec le diminutif « ito ». |
| 1986  | Mexique               | Pique                          | Un piment Jalapeño, caractéristique de la cuisine mexicaine, avec une moustache et un sombrero. Son nom vient de picante, utilisé en espagnol pour désigner les sauces épicées.                                                                                          |
| 1990  | Italie                | Ciao                           | Un objet-design représentant un footballeur avec une tête en ballon de football et un corps aux couleurs de l'Italie. |
| 1994  | États-Unis            | Striker                        | Un chien habillé en tenue de football rouge, blanche et bleue avec les mots USA 94. |
| 1998  | France                | Footix                         | Un coq, un des symboles de la France, avec les mots France 98 sur la poitrine. Son corps est bleu, même couleur que l'équipe de France. Son nom est la contraction de football avec le suffixe « ix » à la façon des albums d'Astérix.                                   |
| 2002  | Corée du Sud et Japon | Les Sphériks : Kaz, Nik et Ato | Des créatures futuristes orange, violette et bleue. Elles sont membres d'une équipe imaginaire, « Atmoball », entraînée par Ato, Kaz et Nik étant des joueurs. |
| 2006  | Allemagne             | Goleo VI et Pille              | Un lion portant un maillot de l'Allemagne avec le numéro 06, parlant à son ballon de foot appelé Pille. Goleo est la contraction des mots goal et leo, lion en latin. En allemand, le terme Pille désigne communément un ballon de football, ou alors le sport lui-même. |
| 2010  | Afrique du Sud        | Zakumi                         | Un léopard avec des cheveux verts. Son nom vient de « ZA », l'abréviation internationale pour l'Afrique du Sud, et « kumi », un mot qui signifie « dix » dans diverses langues africaines.                                                                               |
| 2014  | Brésil                | Fuleco                         | Un tatou à trois bandes du Brésil à la carapace bleue. Son nom est le mot-valise de fubol et ecologia'. |
| 2018  | Russie                | Zabivaka                       | Un Loup russe. Zabivaka signifie "Celui qui marque". |
| 2022  | Qatar                 | La'eeb                         | Un keffieh, la coiffe traditionnelle arabe. En arabe, La’eeb signifie joueur très talentueux. |